# Liste von Sprengstoffanschlägen im Jahr 1974
Die Liste von Sprengstoffanschlägen im Jahr 1974 erfasst Anschläge mit Sprengladungen und anderen Spreng- und Brandvorrichtungen gegen Einrichtungen und Ansammlungen von Menschen, die im Jahr 1974 passierten. Zu den Formen zählen unter anderem Auto- und Rucksackbomben. Siehe auch Liste von Anschlägen auf Verkehrsflugzeuge.

## Liste
| Datum         | Ereignis                                                         | Ort                         | Staat                  | Tote    | Verletzte | Anmerkung, Quellen |
| ------------- | ---------------------------------------------------------------- | --------------------------- | ---------------------- | ------- | --------- | --- |
| 4. Feb. 1974  | Bus-Anschlag auf der M62                                         | West Riding of Yorkshire    | Vereinigtes Königreich | 12      | 38        | Sprengstoffanschlag auf Militärbus |
| 15. Mai 1974  | Ma’alot-Massaker                                                 | Maʿalot-Tarshiha            | Israel                 | 31 (+3) | 70        | |
| 17. Mai 1974  | Anschläge in Dublin und Monaghan 1974                            | Dublin, Monaghan            | Irland                 | 34      | 300       | 3 Anschläge mit Autobomben auf Zivilisten |
| 28. Mai 1974  | Sprengstoffanschlag auf Demonstration                            | Brescia                     | Italien                | 8       | 102       | [ 4 ] |
| 17. Juli 1974 | Sprengstoffanschlag auf den Tower of London                      | London                      | Vereinigtes Königreich | 1       | 41        | [ 5 ] |
| 4. Aug. 1974  | Attentat auf den Italicus Express                                | San Benedetto Val di Sambro | Italien                | 12      | 48        | Sprengstoffanschlag auf Schnellzug |
| 6. Aug. 1974  | Sprengstoffanschlag auf den Los Angeles International Airport    | Los Angeles                 | Vereinigte Staaten     | 3       | 36        | [ 7 ] |
| 30. Aug. 1974 | Sprengstoffanschlag auf die Mitsubishi-Heavy-Industries-Zentrale | Tokio                       | Japan                  | 8       | 378       | |
| 8. Sep. 1974  | TWA-Flug 841 1974                                                |                             | Griechenland           | 88      | 0         | |
| 13. Sep. 1974 | Sprengstoffanschlag auf Café                                     | Madrid                      | Spanien                | 13      | 77        | [ 8 ] |
| 15. Sep. 1974 | Granatenangriff auf jüdische Drogerie                            | Paris                       | Frankreich             | 2       | 34        | [ 9 ] |
| 15. Sep. 1974 | Air-Vietnam-Flug 706                                             |                             | Südvietnam             | 75      | 0         | |
| 5. Okt. 1974  | Bombenanschläge von Guildford                                    | Guildford                   | Vereinigtes Königreich | 21      | 182       | [ 10 ] |
| 21. Nov. 1974 | Bombenanschläge von Birmingham                                   | Birmingham                  | Vereinigtes Königreich | 21      | 182       | Sprengstoffanschläge auf Lokale, Bank und Bürogebäude |
| 27. Nov. 1974 | Sprengstoffanschlag                                              | London                      | Vereinigtes Königreich | 0       | 20        | |
| 7. Dez. 1974  | Bombenanschlag auf den Bremer Hauptbahnhof                       | Bremen                      | Deutschland            | 0       | 6         | In einem Schließfach detoniert um 16:14 Uhr eine dort deponierte Bombe mit Zeitzünder und verletzt sechs Menschen. Es handelte sich um einen mit 10 kg Sprengstoff (Unkraut-Ex und Puderzucker) gefüllten Feuerlöscher. Die RAF distanziert sich von dem Anschlag, nachdem sie damit in Verbindung gebracht wurde, mit der Begründung, man würde keine Anschläge gegen das Volk verüben. Ein Täter wurde nie ermittelt und die Hintergründe des Anschlags sind bis heute unbekannt. Die Bombe entsprach in ihrer Bauart den Bomben aus der Werkstatt des Bremer Bombenbauers Wolfgang Quante. |
| 11. Dez. 1974 | Granatenangriff auf Kino                                         | Tel Aviv-Jaffa              | Israel                 | 2       | 54        | [ 13 ] |
| 18. Nov. 1974 | Sprengstoffanschlag auf die Innenstadt                           | Bristol                     | Vereinigtes Königreich | 0       | 20        | [ 14 ] |